# Urbain Le Verrier
Pour les articles homonymes, voir Verrier.
Urbain Le Verrier, né à Saint-Lô le 11 mars 1811, mort à Paris le 23 septembre 1877, est un astronome, mathématicien français spécialisé en mécanique céleste et fondateur de la météorologie moderne française. Il est mondialement connu pour avoir découvert la planète Neptune par le calcul le 23 septembre 1846.

## Ses études
Urbain Jean Joseph Le Verrier est né dans une famille bourgeoise modeste, de Louis-Baptiste Le Verrier, « surnuméraire dans l'administration des domaines » et de Marie-Jeanne-Joséphine-Pauline de Baudre. Après huit ans d'études au collège communal de sa ville natale Saint-Lô, il entre au collège royal de Caen où il étudiera les mathématiques de 1827 à 1830. Son père qui croit en son avenir dans les sciences l'inscrit à l'Institution Mayer dirigée par le mathématicien Choquet et vend sa maison pour subvenir aux frais de cette école préparatoire. Il poursuit ses études au collège Louis-le-Grand à Paris et est admis en 1831 à l'École polytechnique dont il sort deux ans après en étant classé huitième comme ingénieur dans l'administration des tabacs. Il en démissionne en 1835 pour se consacrer à une carrière scientifique. Il travaille d'abord au laboratoire de chimie de Gay-Lussac et devient répétiteur en mathématiques et enseignant au collège Stanislas.
Il demande en 1837 la place de répétiteur de chimie à l'École polytechnique mais celle-ci est attribuée à Victor Regnault. On lui offre en revanche une place de répétiteur de « géodésie, astronomie et machines », qu'il accepte et où il se spécialise en astronomie de position et en mécanique céleste. La même année, il épouse Lucile Marie Clotilde Choquet (fille de son ancien professeur), avec qui il aura trois enfants,. En 1839, il présente à l'Académie des sciences son premier mémoire sur les variations séculaires des orbites des planètes (notamment d’Uranus, Alexis Bouvard ne parvenant pas à résoudre le problème des anomalies de cette planète). C'est d'ailleurs dans ce mémoire qu'on trouve la première description de l'algorithme de Faddeev-Le Verrier.
Après 11 mois de calculs, Le Verrier présente l'un de ses mémoires à l'Académie des sciences en 1846. Ce dernier se nomme Sur la planète qui produit les anomalies observées dans le mouvement d'Uranus ; détermination de sa masse, de son orbite et de sa position actuelle.
Urbain Le Verrier devient membre de la section d'astronomie de l'Académie des sciences le 19 janvier 1846 et le 14 octobre de la même année membre-adjoint du Bureau des longitudes.

## La découverte de Neptune
Urbain Le Verrier devient célèbre lorsque la planète dont il a calculé les caractéristiques comme cause hypothétique des anomalies des mouvements d'Uranus, est effectivement observée par l'astronome allemand Johann Galle à l'observatoire de Berlin, dans la nuit du 23 au 24 septembre 1846. On baptisera Neptune cette nouvelle planète, malgré la proposition par François Arago, sous le chantage de Le Verrier (une rumeur prétend qu'Arago a une liaison avec Madame Le Verrier), qui fut faite de la baptiser Le Verrier auprès de l'Académie des sciences, alors que les Anglais proposent Janus ou Oceanus.
La planète Uranus, découverte par William Herschel en 1781, présentait en effet des irrégularités par rapport à l'orbite qu'elle aurait dû avoir suivant la loi de la gravitation universelle d'Isaac Newton. Le Verrier postule que ces irrégularités peuvent être provoquées par une autre planète, encore jamais observée. Encouragé par François Arago, Le Verrier se lance en 1844 dans le calcul des caractéristiques de cette nouvelle planète (masse, orbite, position actuelle), dont il communiquera les résultats à l'Académie des Sciences le 31 août 1846.
Ces calculs seront confirmés (à peu de chose près) par Johann Galle, qui observa le nouvel astre le jour même où il reçut sa position à 5 degrés près par un courrier de Le Verrier. Devant l'Académie des sciences, Arago prononcera la célèbre phrase : « M. Le Verrier vit le nouvel astre au bout de sa plume ». La Royal Society lui décerne la médaille Copley la même année avec pour éloge «…un des plus grands triomphes de l'analyse moderne appliquée à la théorie de la gravitation… ».
Cette découverte sera le sujet de nombreuses polémiques à l'époque, puisque ces calculs ont été effectués en même temps par John Couch Adams, mais sans qu'aucun d'eux ne connaisse les travaux de l'autre. Les caractéristiques de la planète avaient été déterminées par Adams un an plus tôt mais n'avaient pas été publiées.
Après la découverte de Neptune, Le Verrier est promu officier de la Légion d'honneur par Louis-Philippe. Et en 1846, une chaire de mécanique céleste est créée pour Le Verrier à la Faculté des sciences de Paris. Pierre-Ossian Bonnet lui succédera en 1878.
Plus tard, Le Verrier tenta de répéter le même exploit pour expliquer les perturbations de Mercure. Après plusieurs observations par d'autres astronomes de taches rondes passant devant le Soleil (dont celle, célèbre, du docteur Lescarbault en 1860), Le Verrier en déduit la présence d'une autre planète, Vulcain, dont il prédit le passage devant le Soleil en 1877. Ces prédictions se révéleront inexactes, et ces anomalies seront expliquées un demi-siècle plus tard par Albert Einstein avec la théorie de la relativité générale.

## Directeur de l'Observatoire de Paris
Le 30 janvier 1854, Le Verrier est nommé directeur de l'Observatoire de Paris, succédant à François Arago et prenant le contre-pied de la politique de son prédécesseur. Il fait notamment démolir, pour y aménager ses appartements, l’amphithéâtre construit par ce dernier, et entreprend une réorganisation totale qu'il n'arrivera pas à mener à terme par manque de crédits : division fortement hiérarchisée du travail (les observateurs sont payés 15 centimes à l'étoile observée, surveillance des travailleurs), appliquant le modèle anglais de la révolution industrielle au domaine de l'astronomie. Il y fera établir un catalogue de 306 étoiles fondamentales.
Mais il s'y montre si colérique et odieux que, à la suite de plusieurs pétitions et de la démission d'une soixantaine d'astronomes de l'Observatoire de Paris, et malgré son appartenance politique, il est relevé de ses fonctions en 1870 par décret impérial. Il démissionne en même temps du conseil général de la Manche, puis du Bureau des Longitudes. Il mène par la suite une carrière de journaliste scientifique, puis reprend en 1873 le poste de directeur de l'Observatoire après la mort accidentelle de son successeur, Charles-Eugène Delaunay, et ce jusqu'à sa mort.
Urbain Le Verrier meurt sur les lieux mêmes de l'Observatoire le 23 septembre 1877.

## Météorologue
En devenant directeur de l'Observatoire de Paris, il hérite également d'un petit service météorologique. La météorologie, encore peu développée, dépendait de l'Observatoire de Paris.
Le 14 novembre 1854, une terrible tempête, survenant sans la moindre alerte lors de la guerre de Crimée, traverse l'Europe d'ouest en est, causant la perte de 41 navires dans la mer Noire. Le Verrier et Emmanuel Liais, son directeur adjoint, entreprennent alors, à la demande de Napoléon III, de mettre en place un réseau d'observatoires météorologiques sur le territoire français, destiné avant tout aux marins afin de les prévenir de l'arrivée des tempêtes. Ce réseau regroupe 24 stations dont 13 reliées par télégraphe, puis s'étendra à 59 observatoires répartis sur l'ensemble de l'Europe en 1865. Le Verrier avait découvert qu'un événement météorologique en un endroit est le résultat d'un déplacement, à l'échelle de la Terre, de phénomènes physiques. Le 17 septembre 1863, la première prévision météorologique (prévision à 24 heures grâce à des cartes et bulletins météorologiques quotidiens) destinée au port de Hambourg est réalisée. C'est la naissance de la météorologie moderne. Cette initiative de Le Verrier est à l'origine de la création de la météorologie française moderne.
À la tête d'une commission qui porta son nom, il réforme l'enseignement de l'École polytechnique en introduisant plus de science appliquée.

## Homme politique
Parallèlement, il mène aussi une vie politique. En 1848, pendant les journées de Juin, alors qu'il sert dans la Garde nationale, il s'engage à droite lorsqu'il réalise la menace de ce qu'il appelle le « péril rouge ». Le 13 mai 1849, il est élu député de la Manche sous l’étiquette des Amis de l'Ordre. Il soutient la politique de Louis-Napoléon Bonaparte et son coup d'État du 2 décembre 1851 : quelques semaines après, il est nommé sénateur. Inspecteur général de l'enseignement supérieur pour les sciences le 9 mars 1852, il prépare notamment la réforme de la « bifurcation des études » avec le ministre de l'Instruction Hippolyte Fortoul (section scientifique distincte de la section littéraire à partir de la classe de quatrième). À sa mort, il est remplacé dans ces fonctions par Hervé Faye. En 1852, il est élu conseiller général du canton de Saint-Malo-de-la-Lande. Il restera élu de ce canton jusqu'en 1870 et présidera le conseil général de la Manche de 1858 à 1870.
Il est enterré au cimetière du Montparnasse (11e division).
Bien que souffrant d'une maladie du foie pénible et douloureuse, il consacre la fin de sa vie à l'achèvement de son travail sur le mouvement des planètes. Il proposa de revoir à la baisse la distance Terre–Soleil et la vitesse de la lumière. La Royal Astronomical Society lui décerna la médaille d'honneur en 1876 pour ses mémoires sur les planètes gazeuses Jupiter, Saturne, Uranus et Neptune.

## Famille
Le Verrier vient d'une famille modeste en Normandie. Son père était un fonctionnaire des domaines. Le Verrier se marie en 1837 à Lucille Clotilde Choquet dont il aura une fille Lucile Marie Geneviève, épouse de l'architecte Lucien Magne, et deux fils : Louis Paul Urbain Le Verrier (X 1867, corps des mines, professeur de métallurgie à l'École des mines de Saint-Étienne, à la faculté des sciences de Marseille puis au Conservatoire national des arts et métiers) et Jean Charles Léon Le Verrier (X 1856, corps des mines, professeur d'exploitation des mines et de physique à l'École des arts industriels et des mines de Lille, puis directeur d'une entreprise sucrière à Doullens).

## Hommages
- Son nom est inscrit sur la tour Eiffel ;
- L'astéroïde (1997) Leverrier a été nommé en son honneur ;
- Un anneau de Neptune porte son nom ;
- un cratère lunaire porte le nom de Le Verrier ;
- un lycée porte le nom de Le Verrier à Saint-Lô, ainsi qu'un amphithéâtre de l'université de Caen ;
- Il existe des rues Le Verrier à Paris (située au voisinage de l’Observatoire de Paris dans le 6e arrondissement), à Lille, Tourcoing, Nantes, Joué-lès-Tours, Toulouse, Saint-Lô, à Besançon (avec l'orthographe fautive Leverrier figurant sur la plaque de rue locale) , à Caen, à Alençon et à Brive-la-Gaillarde, une place à Marseille, ainsi qu'une statue dans la Cour de l'Observatoire, réalisée par le sculpteur Henri Chapu ;
- Il est élu membre de l’Académie de Marseille en 1865 car il a été nommé directeur de l'observatoire de Marseille en même temps que de celui de Paris ;
- Un timbre à son effigie, gravé par Albert Decaris, a été émis par la poste française le 15 février 1958 ;
- Le billet français de 50 francs entre 1946 et 1951 affichait un portrait de Le Verrier et une vue du dieu Neptune ;
- Un Farman F.222 affrété en avion postal par Air France porte son nom.
- Une médaille portant son nom est attribuée aux personnes ayant grandement contribué à des activités ou des travaux de recherche météorologiques. Elle est produite par la Monnaie de Paris.

## Publications
- Recherches sur les mouvements de la planète Herschel, Bachelier (Paris), 1846, Texte en ligne disponible sur LillOnum
- Recherches sur l'orbite de Mercure et sur ses perturbations. Détermination de la masse de Vénus et du diamètre du Soleil, dans Journal de mathématiques pures et appliquées, 1843, 1re série, t. 8, p. 273–359 [lire en ligne]
- Publications numérisées sur la bibliothèque numérique de l'Observatoire de Paris

### Archives
Les papiers scientifiques d'Urbain Le Verrier sont conservés à la bibliothèque de l'observatoire de Paris.